# Nižná Jablonka
Nižná Jablonka (in ungherese Alsóálmád, in tedesco Unter-Apfelsdorf) è un comune della Slovacchia facente parte del distretto di Humenné, nella regione di Prešov.
Nižná Jablonka venne menzionato per la prima nel 1436 quando apparteneva alla Signoria di Humenné. Nel XVI secolo passò ai Szirmay che lo detennero fino al XVII secolo. Nel XIX secolo passò ai conti Hering. Nel 1938 venne distrutto da un'alluvione. Nel 1944 si ribellò all'occupazione tedesco.
Il suo nome, in slovacco e ungherese, significa "terra dei meli".